# لا کوئینتا (کالیفرنیا)
لا کوئینتا (به انگلیسی: La Quinta) شهری در شهرستان ریورساید، کالیفرنیا ایالت کالیفرنیا است که در سرشماری سال ۲۰۱۰ میلادی، ۳۷۴۶۷ نفر جمعیت داشته است.